# Szollung állomás
Szollung (Seolleung) állomás a szöuli metró 2-es és Szuin–Pundang (Suin–Bundang) vonalának állomása, mely Kangnam-ku (Gangnam-gu) kerületben található. A Homeplus 2011-ben itt nyitotta meg a világ első virtuális szupermarketjét, ahol okostelefon segítségével lehet vásárolni.

## Viszonylatok
| 2-es vonal                                                         | 2-es vonal              | 2-es vonal                                                         |
| ------------------------------------------------------------------ | ----------------------- | ------------------------------------------------------------------ |
| Szamszong (Samseong) (külső oldal) Városháza felé                  | fő vonal                | Jokszam (Yeoksam) (belső oldal) Cshungdzsongno (Chungjeongno) felé |
| Szuin–Pundang (Suin–Bundang) vonal                                 |                         |                                                                    |
| Szondzsongnung (Seonjeongneung) Cshongnjangni (Cheongnyangni) felé | Pundang (Bundang) vonal | Hanthi (Hanti) Incshon (Incheon) és Koszek (Kosaek) felé           |